# Neith
Neith var en egyptisk gudinde for krig og for jagt, i visse variationer også ophøjet som skabergudinde. Hun blev tilbedt i Memphis-området og Nil-deltaet.
Neith afbildes bærende Nedre Egyptens krone eller et skjold med pile over kors. Dette tegn blev mistolket af de senere generationer af Egypten, som en væv. Dette er en af grundene til at hun fik sin status som skabergudinden, fordi hun skabte verden med sin væv, dette er grunden til at et af tegnene er et Væv.[kilde mangler]